# I Trust
I Trust es el tercer EP coreano del grupo de Corea del Sur (G)I-dle. Fue lanzado digitalmente el 6 de abril de 2020 y físicamente el 7 de abril de 2020 por Cube Entertainment. El disco cuenta con 5 pistas, que incluyen el sencillo «Lion» y el sencillo principal «Oh My God», que fue producido y escrito por Soyeon y Yummy Tone. La versión física está disponible en dos versiones: "True" y "Lie".
El EP debutó al tope de la tabla en el Gaon Album Chart y se convirtió en el disco más vendido de (G)I-dle desde su debut, vendiendo 112,075 copias en su primera semana.

## Antecedentes y lanzamiento
El 18 de febrero de 2020, se informó de que (G)I-dle tendría su regreso a mediados de marzo, antes de su gira mundial I-Land: Who Am I Tour. También se informó que el grupo estaba filmando un video musical ese mismo día. Sin embargo, el lanzamiento fue pospuesto debido a la pandemia del COVID-19.
El 19 de marzo de 2020, Cube Entertainment anunció que (G)I-dle regresaría con un EP a principios de abril. Además, que ya habían completado la sesión de fotos para la portada de su álbum, filmado el vídeo musical y estaban en las etapas finales de los preparativos de regreso. Más tarde, ese mismo mes, Cube anunció oficialmente su regreso con la imagen teaser del tercer miniálbum, I Trust, a través de sus redes sociales oficiales. El avance incluía el nombre del álbum y la fecha de lanzamiento.
I Trust es la tercera serie 'I' de (G)I-dle, después de I Am y I Made. El nombre del álbum hace referencia a creer y confiar en sí mismo. Soyeon, líder y compositora del disco, reveló que para el concepto del álbum se inspiró viendo el isekai animado, KonoSuba!: Legend of Crimson.

## Diseño de arte y empaque
(G)I-dle lanzó dos versiones de álbum, que contienen diferentes temas de color que transmiten una "colisión con la realidad: de encontrarse a medio camino entre la realidad y lo que la sociedad espera de ellas". En un tema de color blanco, la versión "Lie" (Mentira) representa cómo el grupo se ve a sí mismo; inocente, puro y confiado de sí mismo. El tema de color negro, "True" (Verdad), representa cómo la sociedad las ve, "a pesar de que tratamos de mantener siempre nuestros objetivos originales".

## Promoción
El 26 de marzo de 2020, Cube Entertainment lanzó el cronograma para el tercer EP de (G)I-dle a través de su página web oficial y redes sociales, que muestra el calendario de promoción del grupo a partir del 27 de marzo hasta el lanzamiento de su álbum físico, el 7 de abril. Al día siguiente, se lanzó el primer tráiler conceptual oficial del álbum. El 28 de marzo, se reveló la primera foto teaser, seguida por una segunda foto teaser y el vídeo conceptual el 29 de marzo. El 1 de abril, Cube lanzó un emoji exclusivo para ser utilizado en las redes sociales junto a los hashtags #여자아이들, #GIDLE, #아이들_오마이갓, #GIDLE_OMG y #I_trust. Estos emojis entraron en vigencia hasta el 30 de abril de 2020. Posteriormente, el grupo lanzó fotos individuales y grupales. Las fotos muestran a los miembros usando vestidos oscuros con accesorios en forma de serpiente, creando una atmósfera misteriosa para la versión "True" el 1 de abril; y vestidos blancos con plumas y flores claras para agregar una atmósfera pura y ligera para la versión "Lie", el 2 de abril.
El grupo realizó un showcase en vivo y emitido por internet antes del lanzamiento digital de la canción principal, con Jo Kwon como conductor de la transmisión.
La agrupación continuó sus actividades de promoción con la segunda canción, «Luv U», a partir del 28 de abril, en el programa The Show del canal SBS MTV, para pagarle a sus fanes todo el cariño entregado por I Trust. Las promociones de esta canción finalizaron el 3 de mayo.

### Sencillos
«Lion» sirvió como sencillo de prelanzamiento del álbum. Fue lanzado junto con un video musical el 25 de octubre de 2019. Alcanzó el número 5 en la lista de ventas mundiales de canciones digitales, obteniendo (G) I-dle su quinto Top 10, mientras que alcanzó el Top 20 en Corea del Sur. (G)I-dle interpretó «Lion» por primera vez en la transmisión en vivo de la final del programa Queendom, el 31 de octubre de 2019.
«Oh My God» fue lanzado como el sencillo principal del álbum el 6 de abril de 2020, con el vídeo musical que lo acompaña. En Corea del Sur, la canción debutó y alcanzó el número 15 en el Gaon Digital Chart. Además, la canción alcanzó el éxito internacional, llegando al número 3 en la lista de canciones digitales mundiales de Billboard. «Oh My God» debutó en las listas de varios países, incluidos Hungría, Tailandia y Escocia. La canción le dio a (G)I-dle cuatro triunfos en programas musicales de Corea del Sur.

## Recepción y crítica
Kim Do-heon, para la revista IZM, señaló sobre el EP que "evita la trampa de la autorreproducción o el aburrimiento gracias a diversas variaciones musicales". Continuó y elogió a Soyeon por el diseño de la canción principal, al captar la individualidad y el aliento de los miembros de su equipo.
Lo de la revista Seoulbeats escribió que la "instrumentación del álbum conduce hacia el ruido y la atonalidad, mientras sigue creando una fuerte columna vertebral melódica, todo emparejado con las voces ricas y las actuaciones potentes" y lo llamó "uno de los mejores lanzamientos del año".
Escribiendo para KultScene Kushal, Dev escribió que «Oh My God» "sacrifica el tempo por la emoción, entregando sus convicciones más profundas y oscuras en una pista que aún mantiene fundamentalmente la estructura del sonido K-pop. Mientras que la canción conlleva un poco de familiaridad con el sencillo anterior «Lion» y valora el trabajo de sus miembros -principalmente la voz principal de Miyeon-, deja en claro que (G)I-dle tiene la misión de entrelazar el arte y el dolor en el tejido de la música pop. Mientras escuchas el outro, déjate sentir el dolor en la voz de Minnie. Ella te convence de que, tal vez, el amor y el dolor no son tan diferentes después de todo".

## Rendimiento comercial
Según Hanteo, el álbum vendió 91.311 copias físicas en su primer día de disponibilidad, convirtiéndose así en su álbum más rápido y más vendido hasta la fecha, demostrando una tasa de crecimiento del 495%, y el segundo más alto (detrás del álbum "Bloom*Iz" de Iz*One) en un primer día de ventas por un grupo de chicas. A menos de tres días de su lanzamiento, el álbum registró 100,000 copias físicas vendidas, y más tarde, encabezó las listas de álbumes en 15 tiendas minoristas. I Trust debutó en el número 1 en la lista de álbumes del Gaon Album Chart, convirtiéndose en el primer álbum del grupo que alcanza ese lugar en Corea del Sur. También es su primer álbum en tener todos los temas debutando en el Gaon Download Chart.
I Trust debutó en el número 7 en la lista semanal del KKBox Hong Kong Korean Album. Más tarde, alcanzó su punto máximo y llegó al número 3 para las semanas 16 y 18 de 2020.
El 10 de abril de 2020, se informó que I Trust estableció el récord para un grupo de chicas de Corea del Sur al encabezar la lista de Top Albums de iTunes en 60 países. El álbum también ocupó el primer lugar en los Estados Unidos en el iTunes Pop Album Chart, K-Pop Album Chart y K-Pop Song Chart. El álbum marcó su mejor registro one-week, al vender 1.000 copias y un total de 2.000 unidades equivalentes a álbum en la semana que terminó el 9 de abril, debutando en el número 4 en el Billboard World Albums Chart.
El 6 de mayo, (G)I-dle debutó en el Top 25 Breakthrough Chart de la Rolling Stone como el único grupo de K-Pop en graficar para el mes de abril en el top 20 con un crecimiento unitario de 3,3 millones y más de 5.5 millones en demandas de audio por streaming en los Estados Unidos.

## Lista de canciones
| I Trust |                            |        |                                |                        |          |  |
| N.º     | Título                     | Letras | Música                         | Arreglo                | Duración |  |
| 1.      | «Oh My God»                | Soyeon | Soyeon, Yummy Tone             | Yummy Tone, Soyeon     | 3:15     |  |
| 2.      | «Luv U (사랑해)»           | Soyeon | Soyeon, Yummy Tone             | Yummy Tone, Soyeon     | 3:33     |  |
| 3.      | «Maybe»                    | Soyeon | Soyeon, Min Lee "collapsedone" | Min Lee "collapsedone" | 3:00     |  |
| 4.      | «Lion»                     | Soyeon | Soyeon, Yummy Tone             | Yummy Tone, Soyeon     | 3:30     |  |
| 5.      | «Oh My God (English ver.)» | Soyeon | Soyeon, Yummy Tone             | Yummy Tone, Soyeon     | 3:15     |  |
| 16:47   |                            |        |                                |                        |          |  |

## Posicionamiento en listas
| Lista (2020)                                       | Mejor posición |
| -------------------------------------------------- | -------------- |
| Japón (Oricon)                                     | 48             |
| Polonia (ZPAV)                                     | 30             |
| Corea del Sur (Gaon Album Chart)                   | 1              |
| España (Promusicae)                                | 34             |
| Estados Unidos (Top Current Album Sales Billboard) | 81             |
| Estados Unidos (US World Albums Billboard)         | 4              |

| Lista (2020)                     | Mejor posición |
| -------------------------------- | -------------- |
| Corea del Sur (Gaon Album Chart) | 3              |

| Lista (2020)                                      | Mejor posición |
| ------------------------------------------------- | -------------- |
| Singapur (RIAS)                                   | 20             |
| Corea del Sur (Gaon Digital Chart)                | 19             |
| Corea del Sur (K-pop Hot 100)                     | 5              |
| Estados Unidos (US World Digital Songs Billboard) | 5              |

| Lista (2020)                                      | Mejor posición |
| ------------------------------------------------- | -------------- |
| Hungría (Single Top 40)                           | 24             |
| Filipinas (Myx)                                   | 20             |
| Escocia (Official Charts Company)                 | 97             |
| Singapur (RIAS)                                   | 21             |
| Corea del Sur (Gaon Digital Chart)                | 15             |
| Corea del Sur (K-pop Hot 100)                     | 10             |
| Estados Unidos (US World Digital Songs Billboard) | 3              |

## Ventas
| Región         | Ventas  |
| -------------- | ------- |
| Corea del Sur  | 147,620 |
| Estados Unidos | 2,000   |

## Historial de lanzamiento
| País           | Fecha              | Formato                    | Discográfica                                    |
| -------------- | ------------------ | -------------------------- | ----------------------------------------------- |
| Corea del Sur  | 6 de abril de 2020 | Descarga digital Streaming | Cube Entertainment Kakao M                      |
| Estados Unidos | 6 de abril de 2020 | Descarga digital Streaming | Cube Entertainment Republic Records             |
| Corea del Sur  | 7 de abril de 2020 | CD                         | Cube Entertainment U-Cube Universal Music Group |
| Japón          | 7 de abril de 2020 | CD                         | Cube Entertainment U-Cube                       |